# Пунчи
Пунчи — река в Хабаровском крае России. Протекает по территории Нанайского района. Длина реки — 27 км.
Начинается в гористой местности, течёт в верховьях по дуге в общем юго-западном направлении до слияния с Сигнальным, потом поворачивает на северо-запад. В низовьях направление течения — восточное. Весь бассейн реки покрыт лесами. Впадает в реку Мухен слева на расстоянии 101 км от её устья.
Основные притоки — Сигнальный (левый), Рыбачий (правый).
Код водного объекта — 20030900112118100069707.